# إيكاترينا ريابوفا (مغنية)
إيكاترينا دميترييفنا «كاتيا» ريابوفا (الروسية: Екатерина Дмитриевна "Катя" Рябова ، من مواليد 4 أغسطس 1997) مغنية روسية، تم اختيارها لتمثيل بلدها في مسابقة الأغنية الأوروبية جونيور 2009 بأغنية مالينكي برينتس (الأمير الصغير). في المسابقة التي أقيمت في 21 نوفمبر في كييف، تعادلت في المركز الثاني مع لوارا هايرابيتيان من أرمينيا. في عام 2011 أصبحت أول فنانة عائدة في تاريخ جونيور يوروفيجن، حيث مثلت بلدها بأغنية (مثل روميو وجولييت)، حيث احتلت المركز الرابع.